# Shiren Shan
Shiren Shan är ett berg i Kina. Det ligger i provinsen Henan, i den centrala delen av landet, omkring 170 kilometer sydväst om provinshuvudstaden Zhengzhou. Toppen på Shiren Shan är 2 122 meter över havet.
Shiren Shan är den högsta punkten i trakten. Runt Shiren Shan är det ganska tätbefolkat, med 185 invånare per kvadratkilometer. Närmaste större samhälle är Yaoshan, 13,4 km öster om Shiren Shan. I omgivningarna runt Shiren Shan växer i huvudsak lövfällande lövskog.
Genomsnittlig årsnederbörd är 872 millimeter. Den regnigaste månaden är juli, med i genomsnitt 151 mm nederbörd, och den torraste är december, med 5 mm nederbörd.